# 科布倫茨市政廳

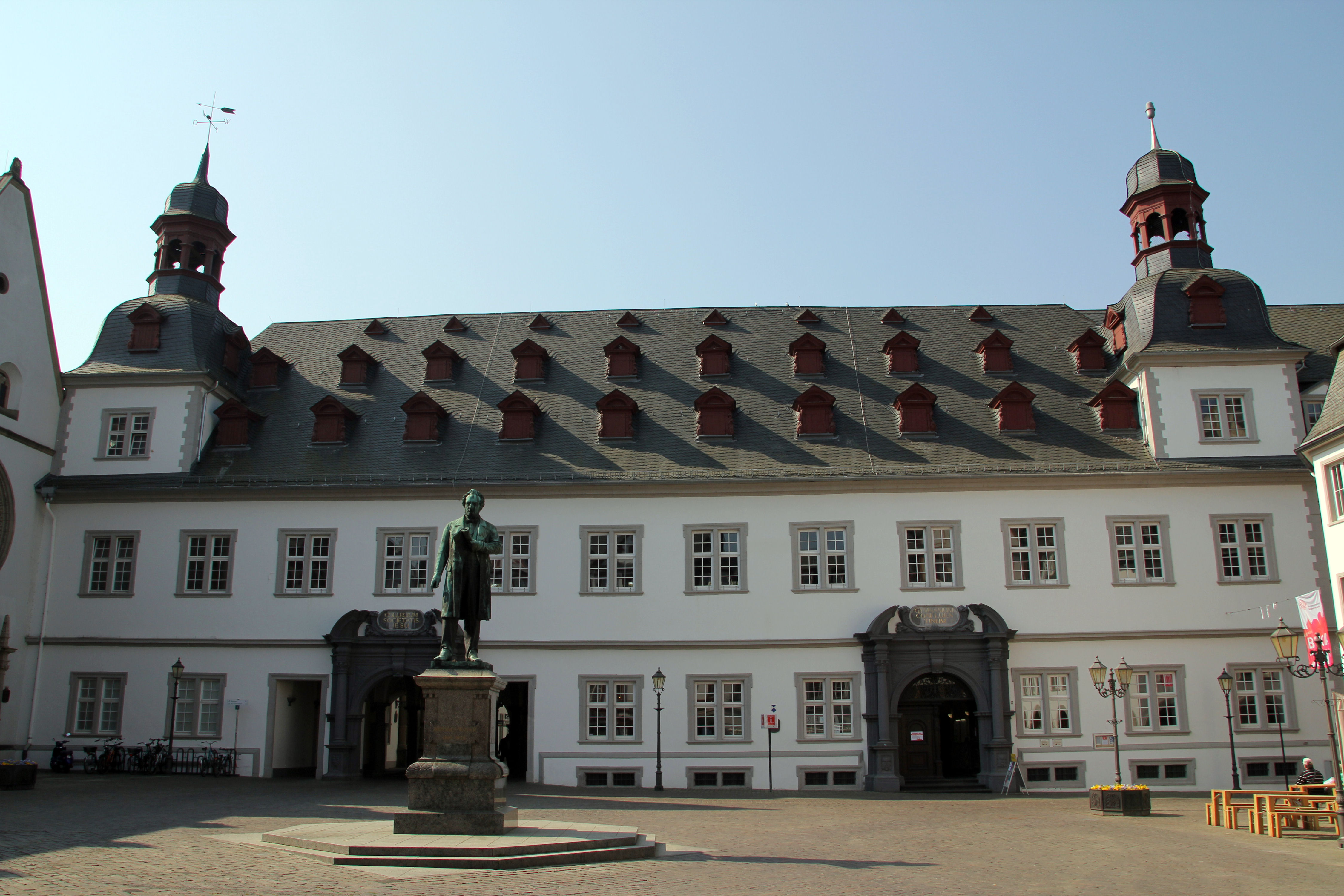

科布倫茨市政廳（德語：Rathaus）是德國城市科布倫茨的市政廳。科布倫茨市政廳位於科布倫茨老城區，在歷史上曾是耶穌會的學校，由三個建築群組成。